# Вовчин (Кам'янецький район)
Вовчин (біл. Воўчын) — село в Білорусі, у Кам'янецькому районі Берестейської області. Орган місцевого самоврядування — Вовчинська сільська рада.

## Географія
Розташоване над річкою Пульва, за 20 км від її гирла, за 45 км від Берестя, за 52 км на південний захід від Кам'янця, за 14 км від станції Високо-Литовськ на лінії Берестя — Білосток, на автодорозі Високе — Кастори.

## Історія
Згадується на початку XVI століття як оселя Берестейського повіту Троцького воєводства. У XVIII столітті власниками села спочатку були Солтани. 1586 року остринський староста Ярослав Солтан заснував у Вовчині церкву святих Миколая та Георгія. У XVII столітті потрапило у власність до Гансевських. У 1638 році зведений костел пресвятої Богородиці. У 1708 році власником став гетьман польний литовський К. Сапіга. У 1719 році останній передав село конюшому великому литовському Я. Флемінгу. Пізніше стало власністю Понятовських.

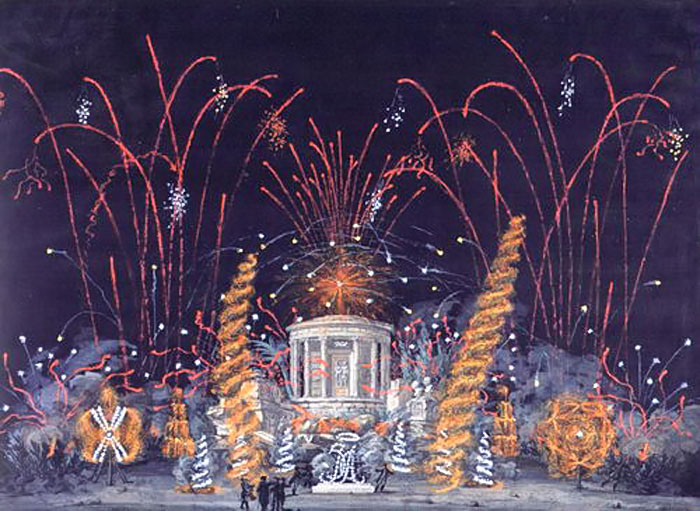
Феєрверк у Вовчині на честь одруження Адама Чорторийского та Ізабели з Флемінгів, 1761 рік

З 1795 року перебував у складі Російської імперії, з 1801 року — у Гроденській губернії. У 1860-х роках став центром Вовчинської волості Берестейського повіту Гродненської губернії. У 1921—1939 роках входив до складу міжвоєнної Польщі, мав статус містечка й був центром Вовчинської гміни Берестейського повіту Поліського воєводства.
У 1939 році включений до складу БРСР, на що мешканці Вовчина звернулися до радянської адміністрації із запитом про долучення їхнього села до УРСР, мотивуючи тим, що вони є українцями, а не білорусами, проте радянська влада вдалася до репресій. З 12 жовтня 1940 року отримав Вовчин статус села та став центром Вовчинської сільської ради Високівського району Берестейської області. 22 червня 1941 року зайнятий німецькими військами. У липні 1942 року німці вбили 395 жителів села та спалили 6 дворів. 27 липня 1944 року село зайняли більшовицькі війська. З 17 квітня 1962 року у складі Кам'янецького району.

Історичні світлини
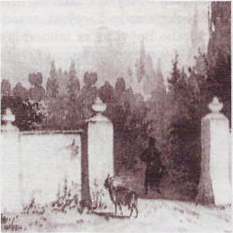
Руїни палацу Чорторийских
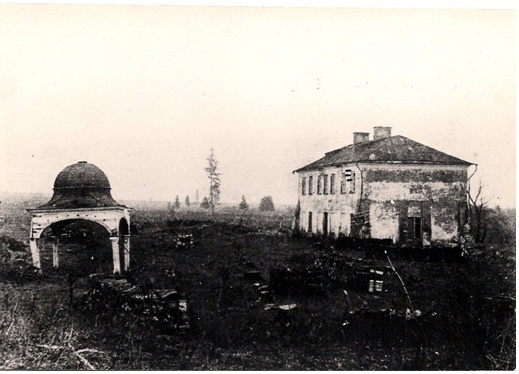
Будинок бібліотеки (архіву)
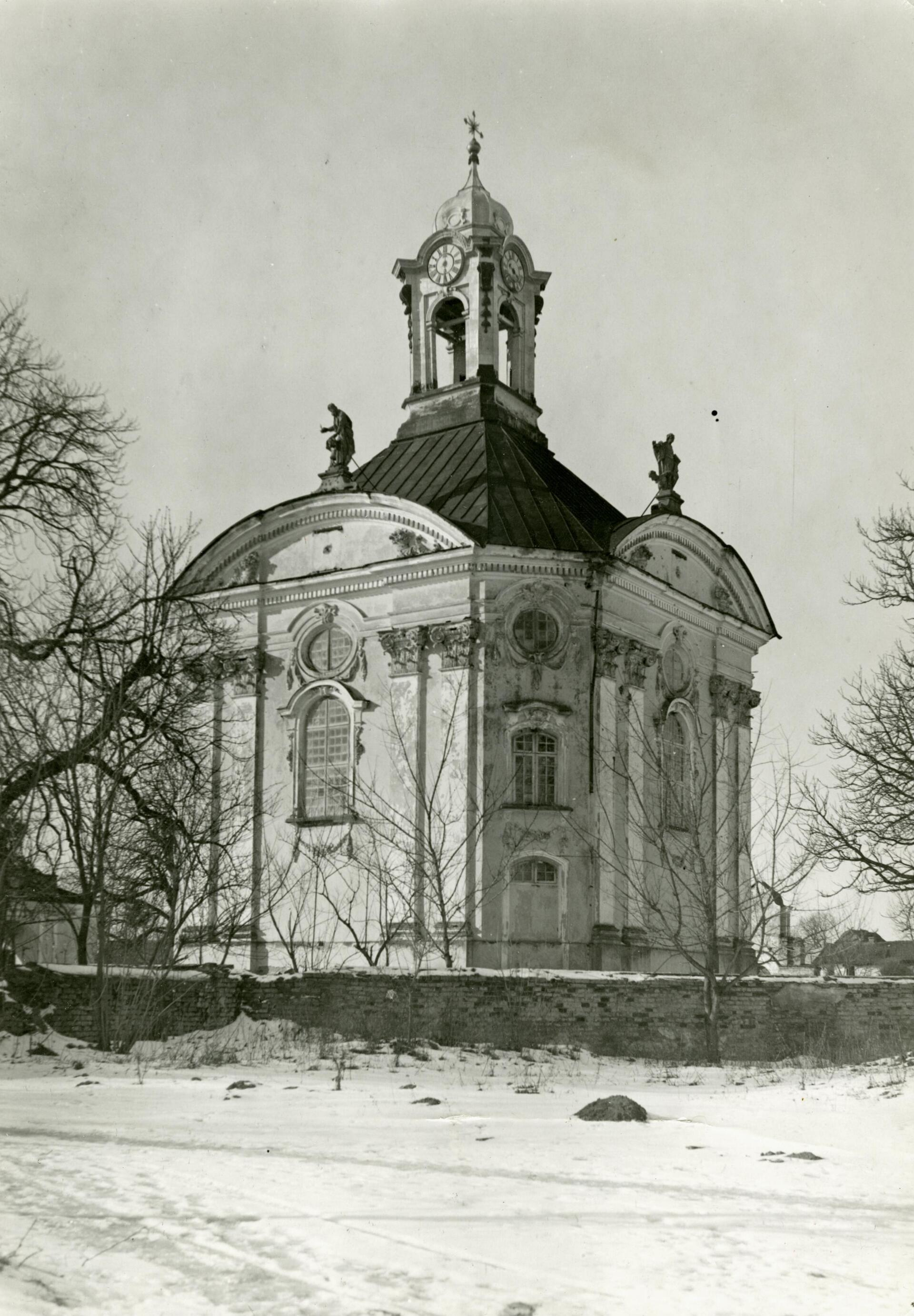
Костел
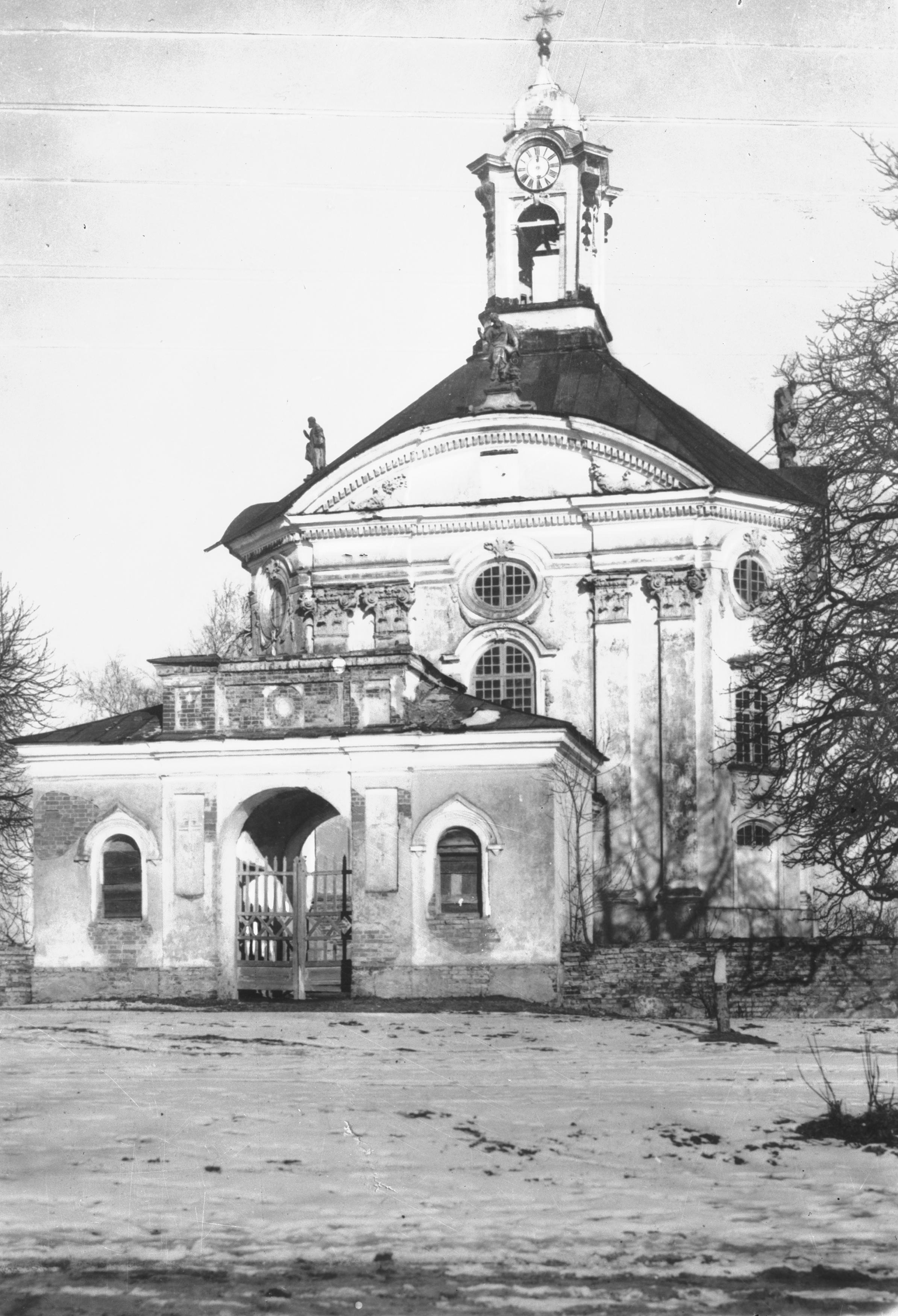
Костел, головна брама
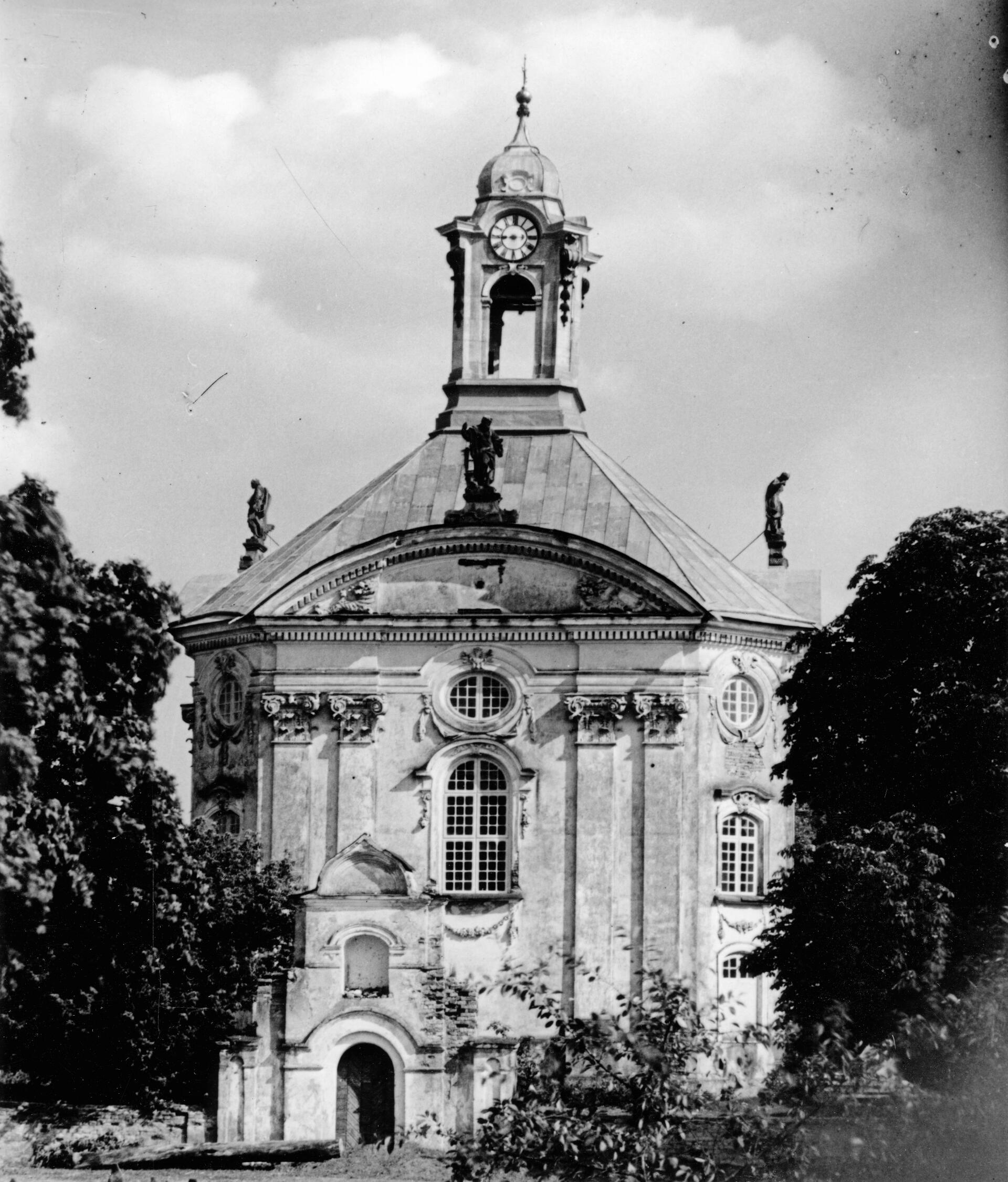
Костел, брама
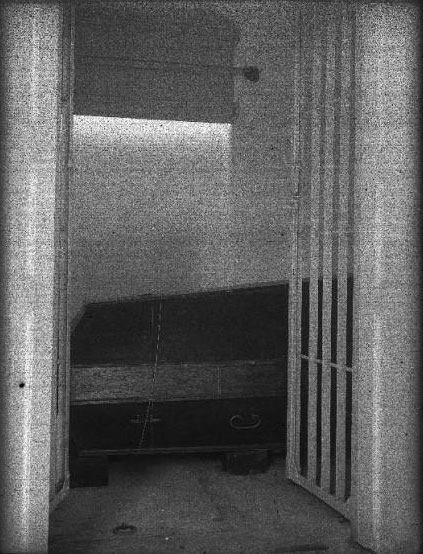
Костел, труна С. А. Понятовського
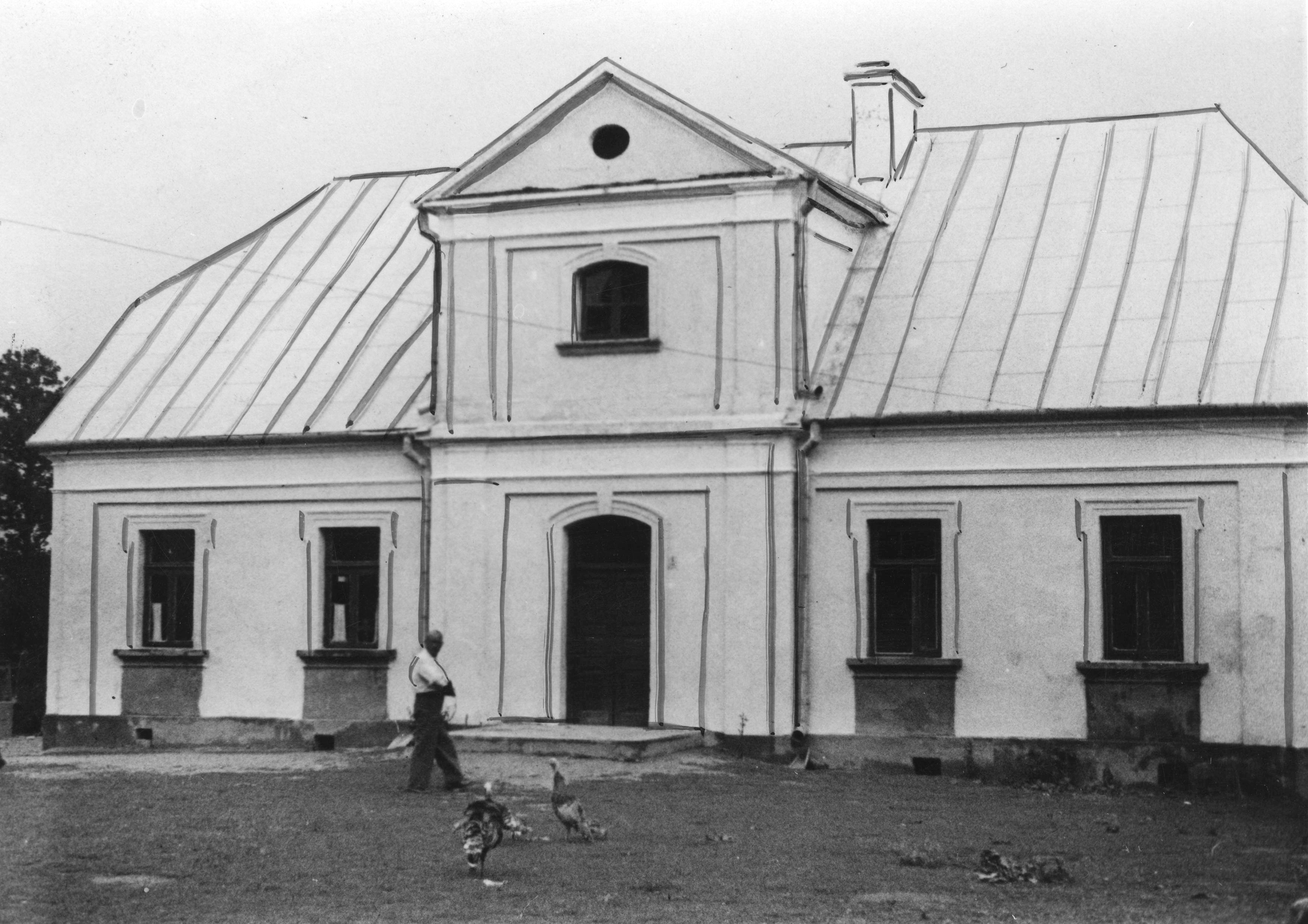
Плебанія
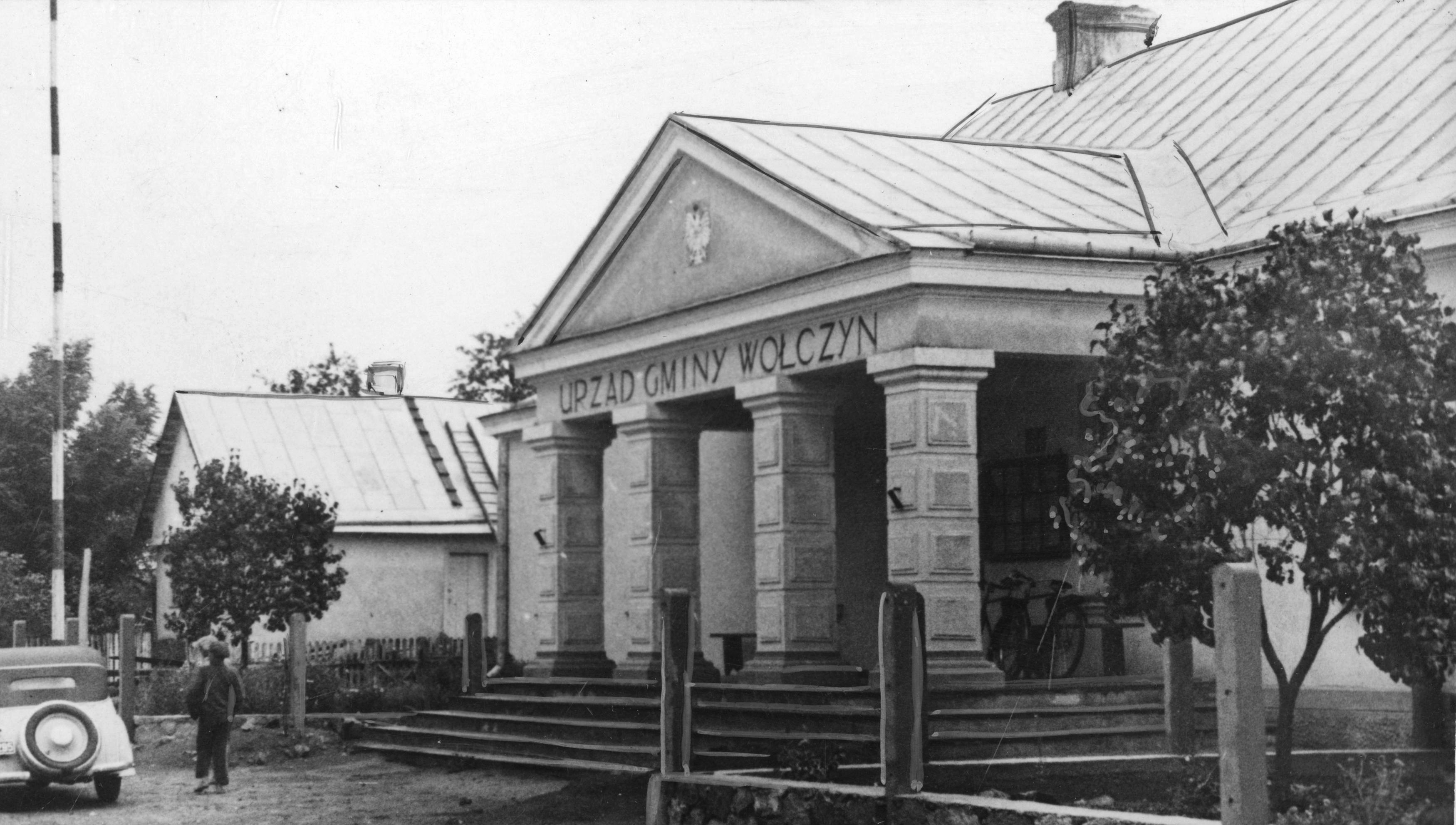
Адміністрація гміни

## Населення
Станом на 1886 рік у містечку було 102 двори та 804 жителі, а в селі 26 дворів і 229 жителів. За переписом 1897 року в містечку було 73 двори та 593 жителі, у селі — 36 дворів і 293 жителі. У 1905 році у містечку проживав 501 мешканець, у селі — 413, у маєтку — 10.
За даними перепису населення Польщі 1921 року в селі налічувалося 32 будинки та 190 мешканців, з них:
- 95 чоловіків та 95 жінок;
- 180 юдеїв, 5 православних, 5 римо-католиків;
- 178 євреїв, 7 білорусів, 5 поляків.

Водночас у сусідніх селах Старий Вовчин і Новий Вовчин було 23 будинки, 130 жителів та 13 будинків, 92 жителі відповідно.
Станом на 1940 рік у селі налічувалось 196 дворів та 1180 жителів. За переписом 1959 року в селі Старий Вовчин проживало 380 жителів, у Новому Вовчині — 127 жителів. Станом на 1970 рік у селі налічувалось 162 двори та 460 жителів, у 1992 році — 199 дворів і 502 жителі.
За переписом населення Білорусі 2009 року чисельність населення села становила 508 осіб.

## Релігія
У селі раніше був костел у стилі пізнього бароко, зведений Понятовськими.

## Особистості

### Народилися
- Вінцент Корвін-Госевський (1620—1662), польський і литовський військовий та державний діяч.
- Станіслав-Август Понятовський (1732—1798), останній король Польщі[2].
- Зиґмунт Фоґель (1764—1826), польський художник, графік, пейзажист, педагог.

## Галерея

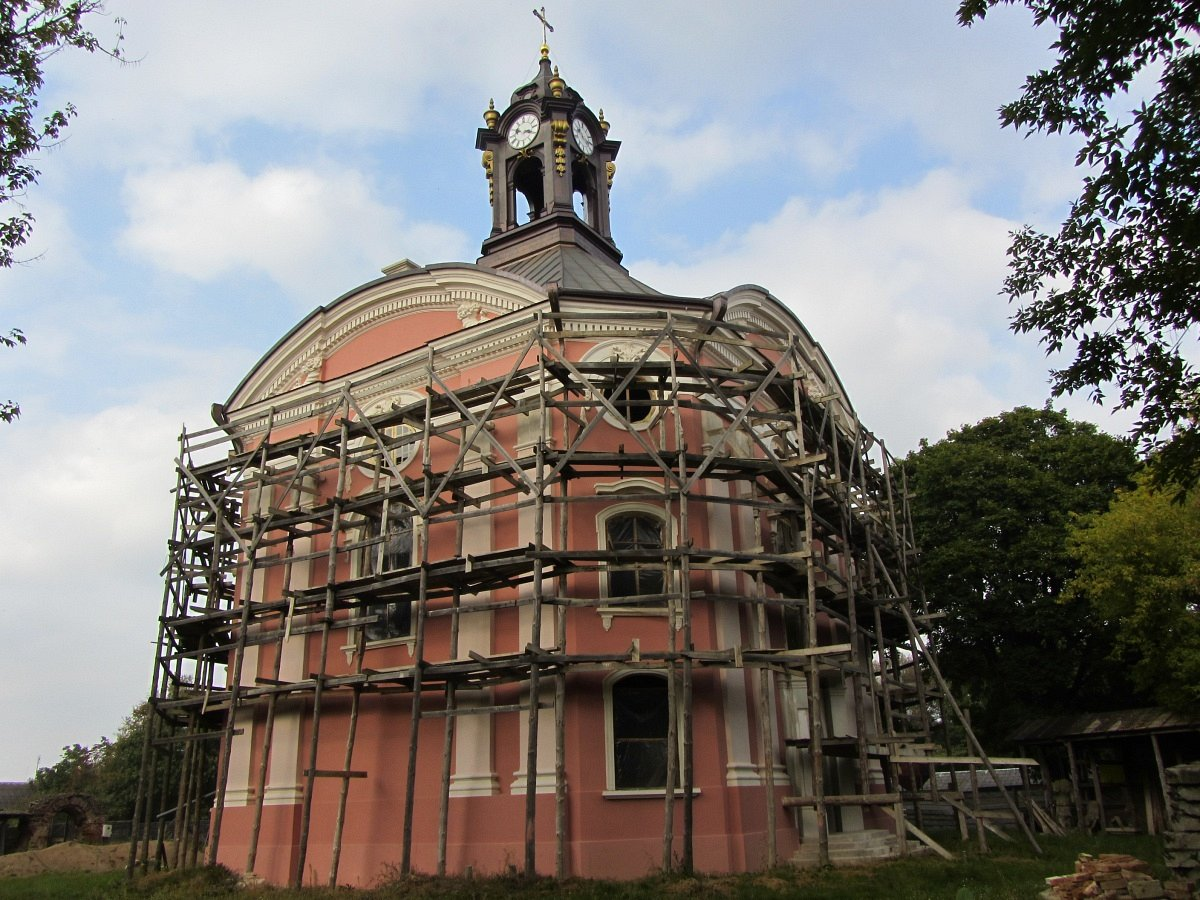
Костел, реставрація
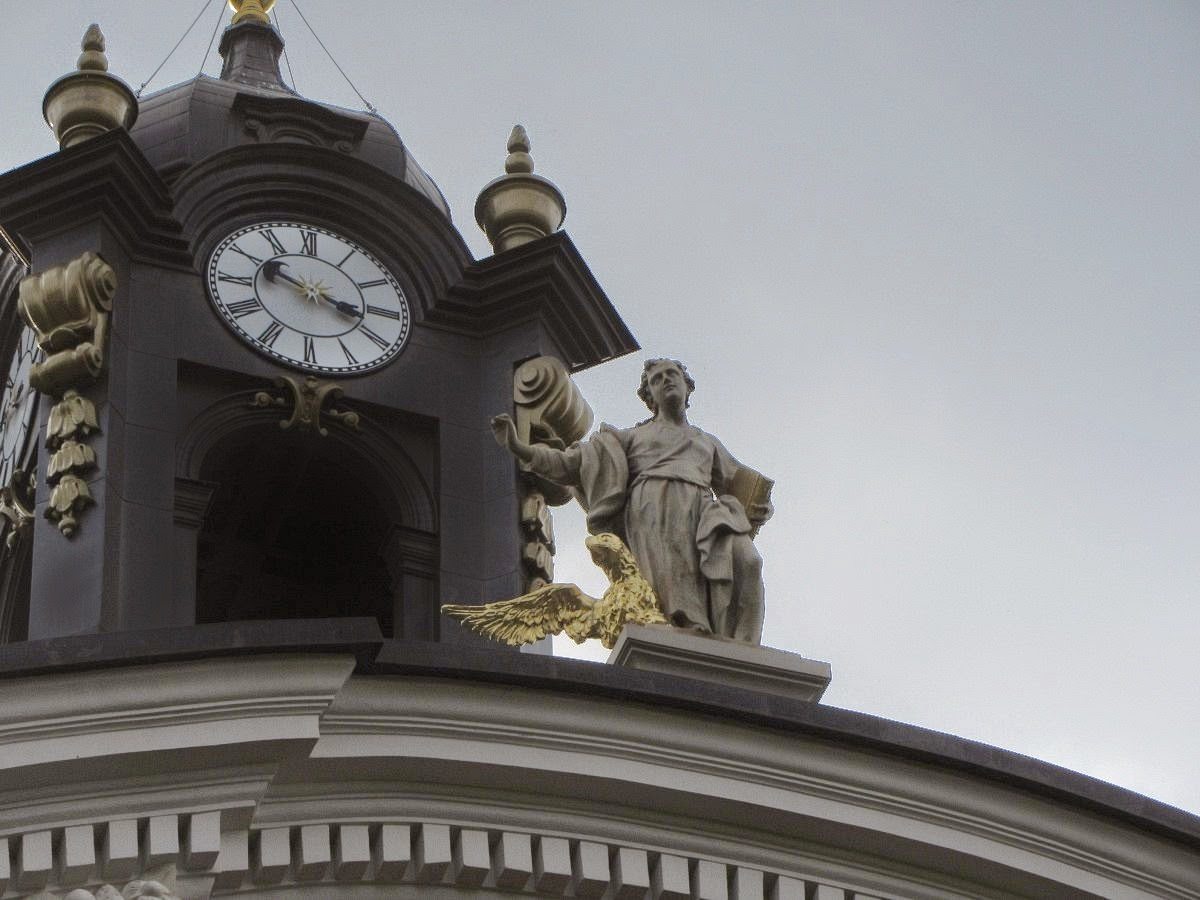
Костел, скульптура та вежа
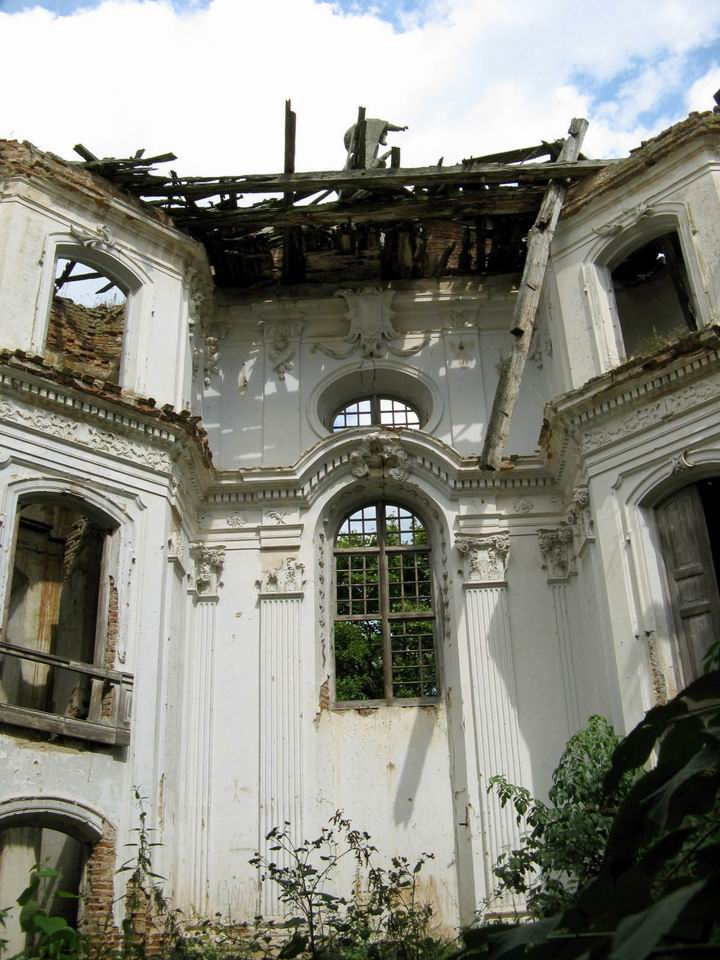
Костел, інтер'єр до реставрації
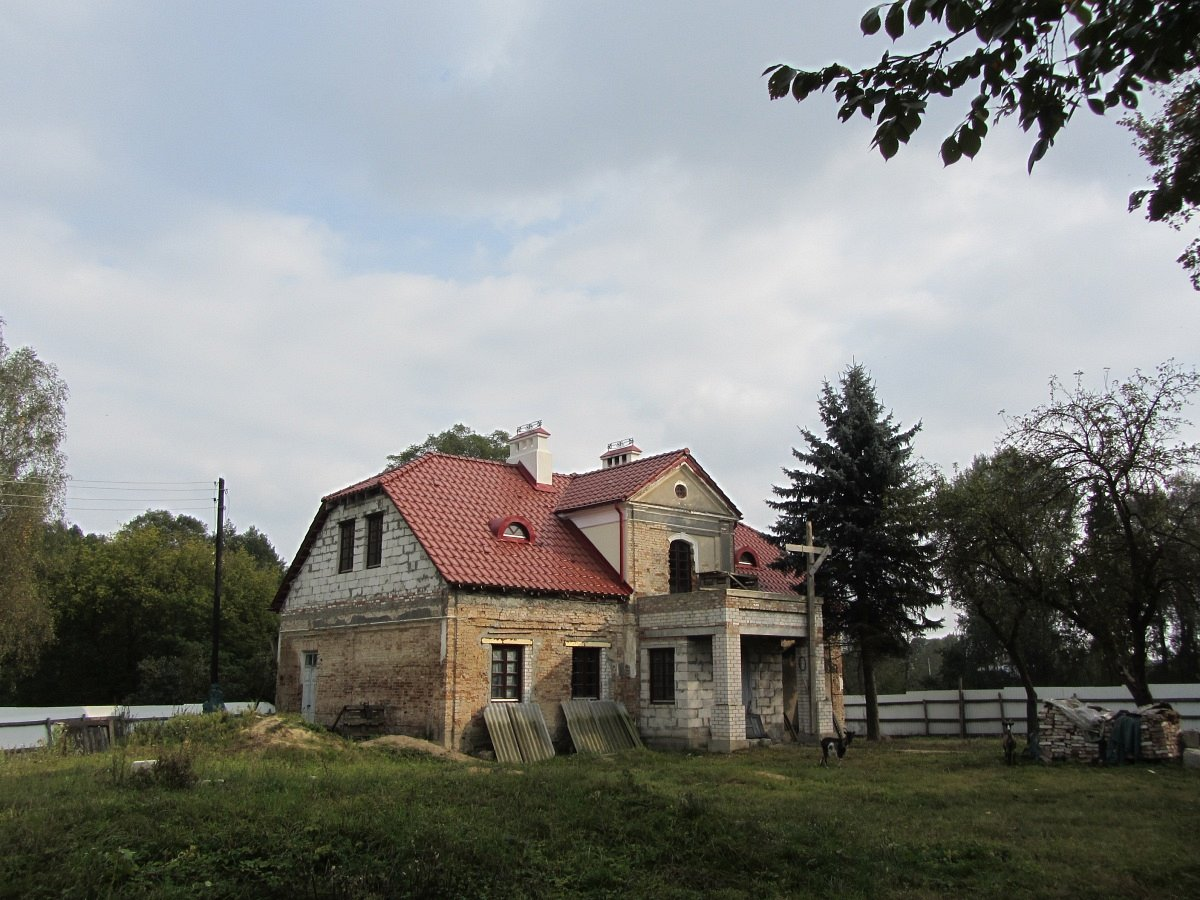
Плебанія
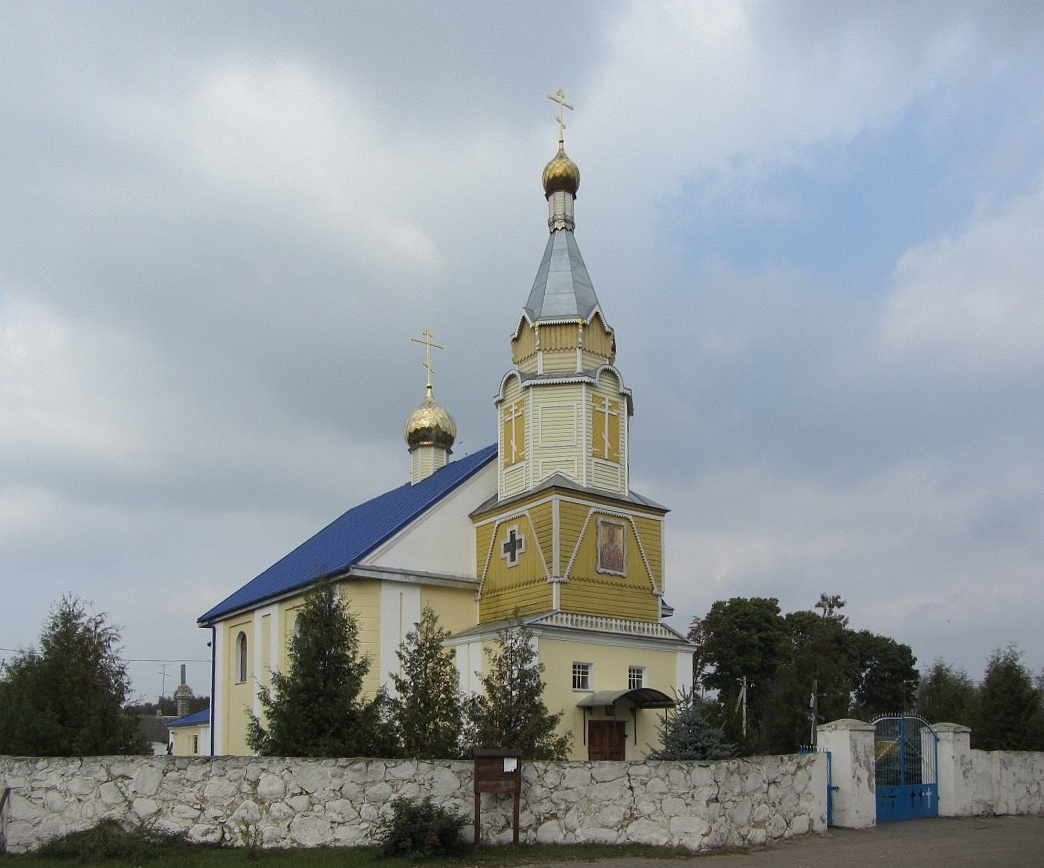
Церква
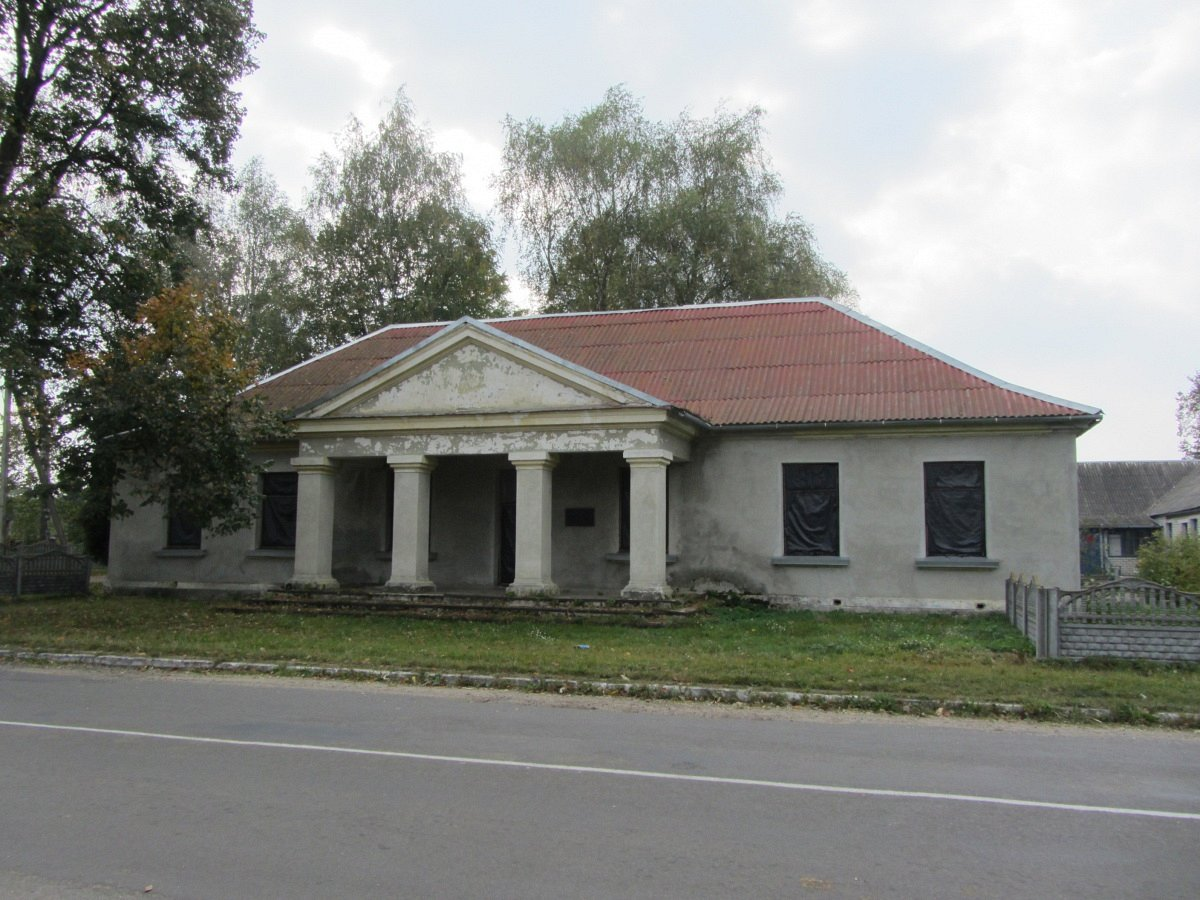
Адміністрація гміни
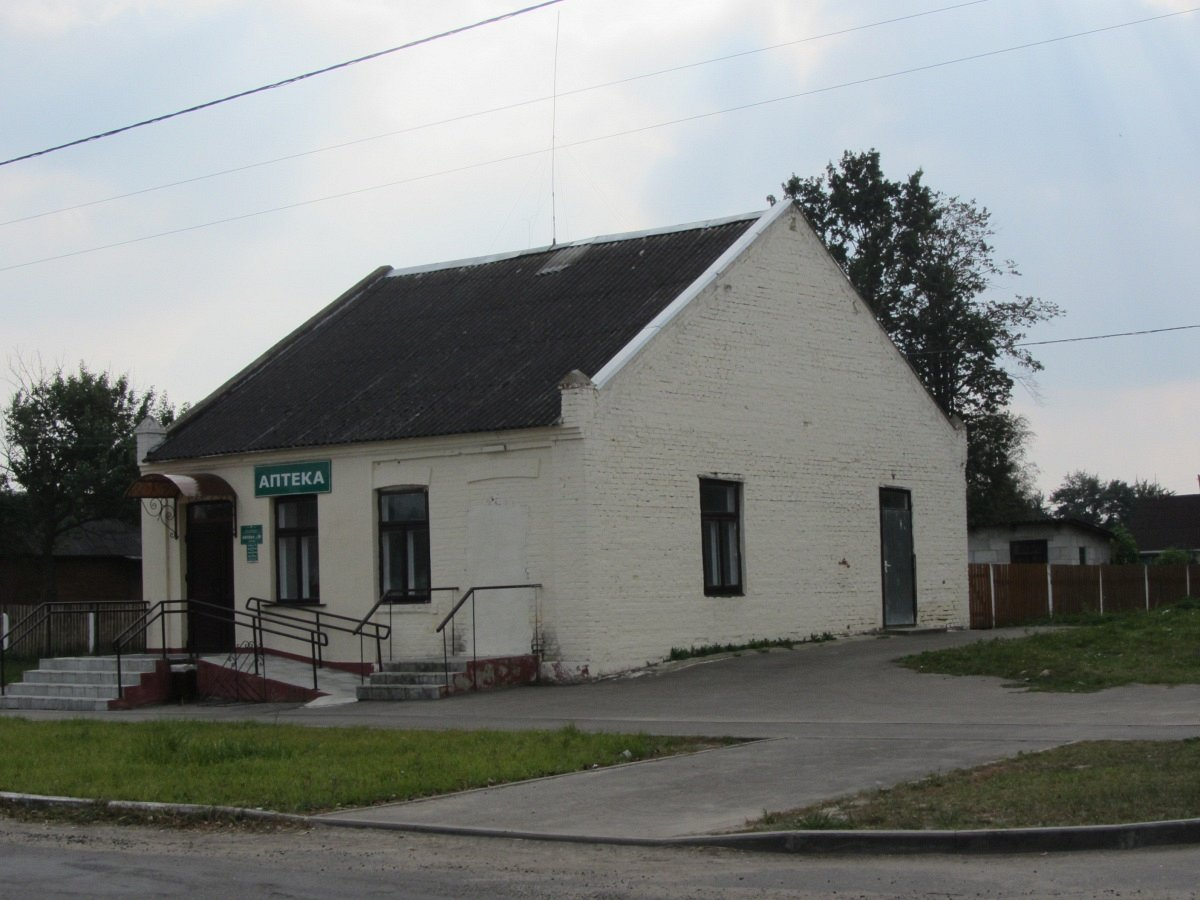
Давня кам'яниця
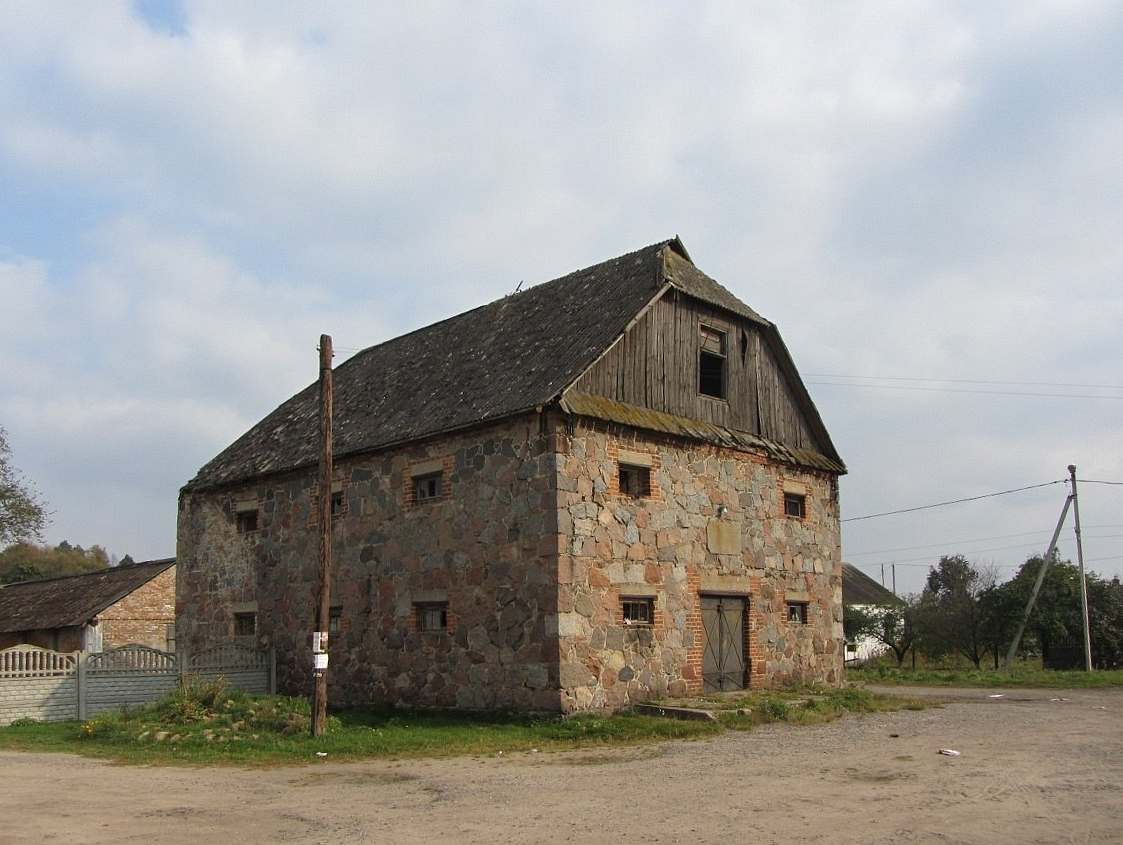
Стара господарча будова